# 인천 봉신 FC
인천 봉신 FC(Incheon Bongshin Football Club)은 대한민국 인천광역시에 존재했던 아마추어 축구단이다.